# Storselet (Degerfors socken, Västerbotten)
Storselet är en sjö i Vindelns kommun i Västerbotten och ingår i Sävaråns huvudavrinningsområde. Storselet ligger i Sävarån Natura 2000-område.